# Augochlorella stenothoracica
Augochlorella stenothoracica là một loài Hymenoptera trong họ Halictidae. Loài này được Coelho mô tả khoa học năm 2004.